# CSL Comalapa
Die Cooperative Security Location (CSL) Comalapa ist ein Stützpunkt der US Navy in El Salvador. Er befindet sich auf dem Gebiet des Flughafens von San Salvador und liegt etwa 5 Kilometer von der Pazifikküste entfernt. Der Begriff Cooperative Security Location bezeichnet die kleinste Stufe eines Auslandstützpunktes.

## Geschichte
Der Flughafen von Comalapa wurde Mitte der siebziger Jahre als Ersatz für den alten Flughafen von Ilopango gebaut.
Die Regierung von El Salvador betraute die Institution des öffentlichen Rechts CEPA mit dem Bau des Flughafens. Baubeginn war 1976 und die Eröffnung fand 1980 statt. Der Bau wurde von der japanischen Hazama Gruppe (株式会社間組 Kabushiki-gaisha Hazama-gumi) durchgeführt. Betrieben wird der Flughafen von der Comisión Ejecutiva Portuaria Autónoma.
Seit seiner Fertigstellung wird der Flughafen sowohl zivil als auch militärisch genutzt. Die CSL befindet sich am östlichen Rand des Flughafens unmittelbar neben der Rampe für salvadorianische Regierungsflüge und diplomatische Delegationen.

### Einrichtung des US-Militärstützpunktes
Nachdem die US-Basen in Panama 1999 geschlossen wurden, beschloss das US Southern Command (SOUTHCOM) Comalapa als Cooperative Security Location (CSL), einen vorgezogenen Stützpunkt im östlichen Pazifik im Kampf gegen den Schmuggel von Drogen zu benutzen.
In Zentralamerika sicherte sich das US-Verteidigungsministerium im Jahr 2000 nach den Torrijos-Carter-Verträgen CSLs in El Salvador, Honduras und Costa Rica. Die CSL Comalapa wurde im August 2000 eingerichtet.

### Rolle der Basis
Die CSL Comalapa hat 65 Angestellte, von denen 25 Militärangehörige sind. Die CSL unterstützt im Durchschnitt 175 Piloten und Besatzungsmitglieder von P-3C-, E2C- und C-130-Flugzeugen sowie von HH-65D-Hubschraubern. Die operative Kontrolle hat hierbei das U.S. Naval Forces Southern Command (NAVSO) sowie die 4. US-Flotte. Die CSL Comalapa hat seit der Schließung einer ähnlichen Basis in Manta, Ecuador im August 2009 noch zusätzlich an Bedeutung gewonnen.